# Autorretrato tocando la espineta (Sofonisba Anguissola)
Autorretrato tocando la espineta es un cuadro de 1577 de Sofonisba Anguissola. Es un óleo sobre lienzo de 56,5 × 48 cm, que se conserva en el Museo Nacional de Capodimonte de Nápoles.

## Historia
Esta pintura se encontraba originalmente en la colección del cardenal Fulvio Orsini, la cual pasó íntegramente, en el año 1600, a la colección del cardenal Eduardo Farnesio, duque de Parma. Gracias a la herencia de Farnesio, el cuadro llegó a los Borbones de Nápoles. El cardenal Orsini poseía cuatro obras de Sofonisba Anguissola: un autorretrato, el óleo Partida de ajedrez, ahora en Poznan, y dos dibujos: Niño mordido por un camarón y Anciana estudiando el alfabeto y siendo burlada por una niña. La colección Farnesio se alojó por primera vez en el Palacio Real de Nápoles y, en 1838, fue trasladada al Museo Capodimonte.
A principios del siglo XX, se pensó que este cuadro era en realidad un retrato de Sofonisba realizado por el pintor y grabador italiano Annibale Carracci. Giovanni Morelli, en cambio, lo atribuyó, en 1890, a Anguissola. Tal vez el nombre de la autora y la fecha figuraban en el marco del siglo XVI, posteriormente perdido. Por fecha y estilo, esta pintura debe compararse con el Autorretrato de Sofonisba Anguissola que se encuentra en el Museo de Historia del Arte de Viena. Sofonisba aparece aquí algo más adulta que en el retrato de Viena, pero viste el mismo vestido y tiene la misma expresión. Caroli, en cambio, piensa que la mujer retratada es Lucia Anguissola, hermana de Sofonisba, debido al parecido con la joven de la izquierda en la Partida de ajedrez, pintado por Sofonisba Anguissola y conservado en Poznan en el Museo Narodowe.

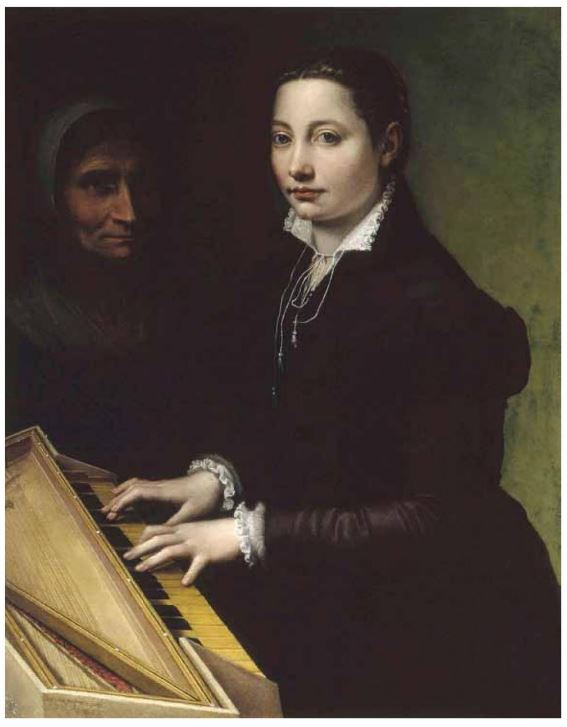
Autorretrato tocando la espineta, con la anciana al fondo. Sofonisba Anguissola.

Otra versión de este Autorretrato tocando la espineta, con fecha aproximada 1559, se encuentra en la colección de Earl Spencer, en la finca de Althorp. La diferencia más notable es la presencia de la anciana sirvienta al fondo del retrato, la misma que aparece en la Partida de ajedrez del museo de Poznan.

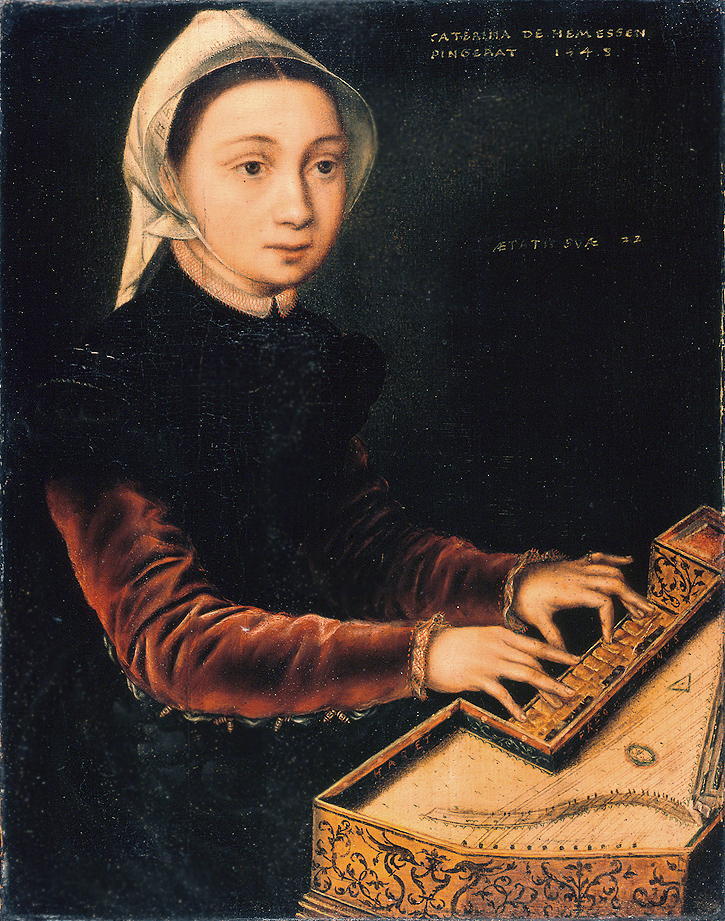
Muchacha al virginal, Catharina van Hemessen, 1548.

Un retrato de temática similar, donde aparece una joven tocando un virginal, fue realizado por la pintora flamenca Catharina van Hemessen que llegó a la Corte española en 1556, invitada por la gobernadora María de Habsburgo, hermana de Carlos I, tres años antes de que Sofonisba Anguissola llegara a Madrid como dama de honor de la reina Isabel de Valois.